# André Bock

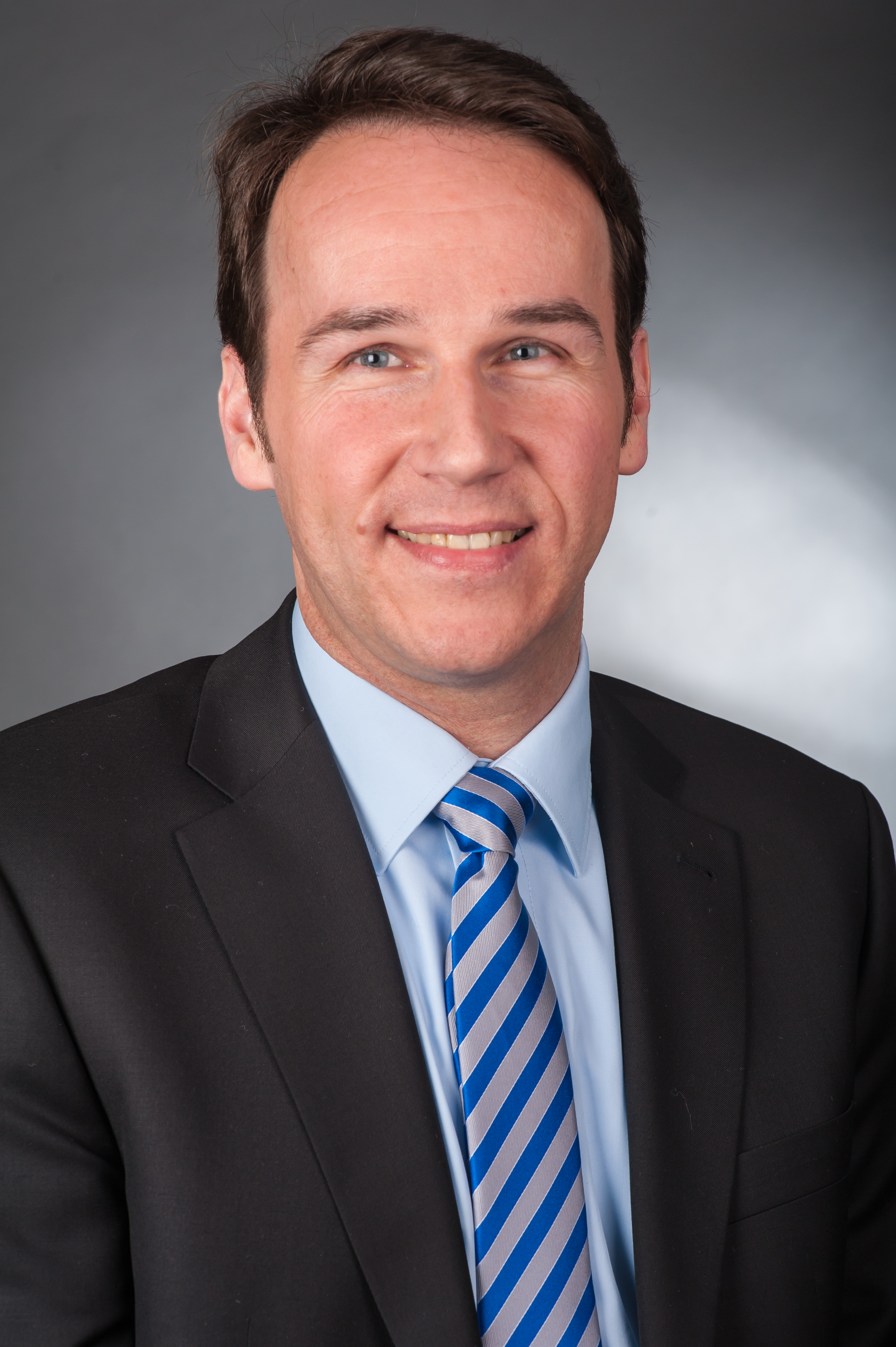
André Bock (2013)

André Bock (* 12. Juni 1973 in Hamburg-Harburg) ist ein deutscher Politiker (CDU). Er ist seit dem 19. Februar 2013 Mitglied des Niedersächsischen Landtags.

## Ausbildung und Beruf
André Bock ist in Winsen (Luhe) aufgewachsen. Er ging in Luhdorf, Roydorf und Winsen zur Schule. Nach Abschluss der Höheren Handelsschule im Jahr 1991 absolvierte er bis 1994 eine Ausbildung zum Verwaltungsfachangestellten beim Landkreis Harburg und arbeitete anschließend noch bis 1996 als Angestellter beim Landkreis Harburg in diesem Beruf. Von 1996 bis 1997 besuchte er die Fachoberschule mit Fachrichtung Verwaltung und Rechtspflege in Lüneburg. Anschließend arbeitete er bis 1998 als Angestellter bei der Stadt Winsen. Von 1998 bis 2001 erwarb er im dualen Studium den Abschluss als Diplom-Verwaltungsbetriebswirt (FH). Von 2001 bis zu seiner Wahl in den Landtag ist er in der Verwaltung des Landkreises Harburg tätig gewesen, u. a. als Produktverantwortlicher im Betrieb Abwasserbeseitigung des Landkreises Harburg.

## Politik
Bock wurde im Oktober 1998 Mitglied der CDU. Er war von 1999 bis 2001 Vorsitzender der Jungen Union (JU) in Winsen (Luhe) und von 2000 bis 2002 Kreisvorsitzender der JU Harburg-Land. Im CDU-Ortsverband Winsen (Luhe) war er von 2002 bis 2008 stellvertretender Vorsitzender. Seit 2011 ist er Mitglied des Kreisvorstands der CDU Harburg-Land, seit 2013 zweiter stellvertretender Kreisvorsitzender.
Im Jahr 2001 wurde Bock erstmals in den Stadtrat von Winsen (Luhe) gewählt, seit 2007 ist er dort CDU-Fraktionsvorsitzender. 2011 wurde er erster stellvertretender Bürgermeister von Winsen (Luhe).
Seit der Landtagswahl 2013 gehört Bock für den Wahlkreis Winsen dem Niedersächsischen Landtag an. Der Wahlkreis war zuvor von André Wiese vertreten worden, der sich 2011 nach seiner Wahl zum Bürgermeister von Winsen (Luhe) aus der Landespolitik zurückgezogen hatte. Bei der Landtagswahl 2017 verteidigte Bock mit 40,2 % der Erststimmen sein Direktmandat. Bei der Landtagswahl 2022 verteidigte er mit 36,3 % der Erststimmen erneut sein Direktmandat. Er ist innenpolitischer Sprecher der CDU-Fraktion.
Bock engagiert sich aktiv in diversen Vereinen und Verbänden.